# Conte di Newburgh
Conte di Newburgh è un titolo della parìa di Scozia creato nel 1660 per sir James Livingston, II baronetto e I visconte di Newburgh assieme ai titoli sussidiari dei visconte di Kynnaird e lord Levingston.

## Storia
Il viscontado di Newburgh e la baronettìa ereditaria dal I conte, che vennero create per concessione maschile, si estinsero alla morte del II conte (che era inoltre II visconte di Newburgh e III baronetto). Ad ogni modo, la contea ed i suoi titoli sussidiari, che erano stati creati per gli eredi in generale senza distinzione di sesso, poterono essere ereditati per via femminile e passare quindi per matrimonio ad altre famiglie.
La III contessa suo jure di Newburgh, figlia del II conte e sua sposa Frances Brudenell, sposò L'on. Thomas Clifford (m. 1718); sua secondo marito V conte titolare di Derwentwater (fratello minore del III conte), e pertanto gli IV e V conti di Newburgh furono anche "titolarmente conti di Derwentwater, visconti Radclyffe e baroni Tyndale nella parìa giacobita".

Corona del SRI

Stemma Giustiniani

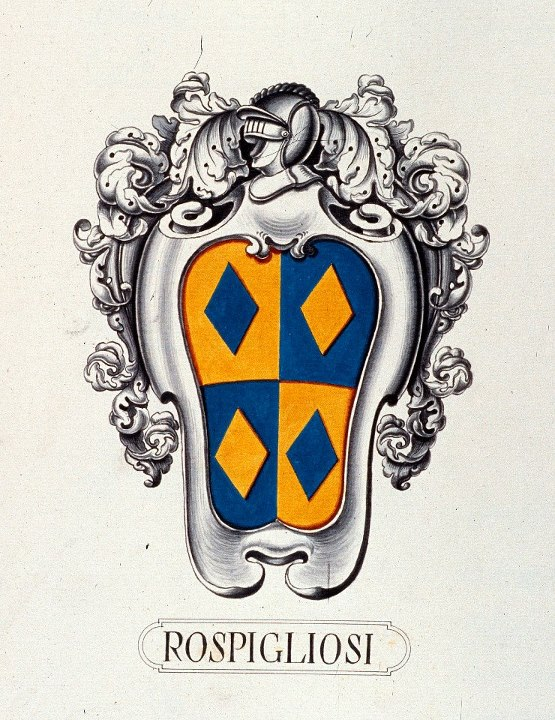
Armi Rospigliosi

Alla morte del V conte di Newburgh (anche VII conte titolare di Derwentwater), il titolo passò a una discendenza della figlia (unica sopravvissuta) della III contessa e del suo primo marito, che aveva anche i titoli nobiliari di principe Giustiniani e duca di Mondragone, fratello del cardinale Giacomo Giustiniani. Sua figlia, la VII contessa, ereditò il ducato paterno oltre al contado scozzese ed alla di lei morte i suoi titoli passarono entrambi a suo figlio, che era già divenuto marchese Bandini e principe Giustiniani Bandini in Italia. Alla morte di questo nel 1941 il titolo di pari scozzese passò per eredità alla famiglia Rospigliosi con cui era imparentato.
L'attuale conte, che è italiano e vive a Milano, ha i titoli di principe Rospigliosi del Sacro Romano Impero e della Santa Sede, duca di Zagarolo, principe Castiglione, marchese di Giuliana, conte di Chiusa e barone de La Miraglia e Valcorrente delle Due Sicilie, oltre a quelli di signore di Aldone, burgio, conte e trappeto nella nobiltà romana, nonché quello di patrizio di Venezia, Genova, Pistoia, Ferrara e Ravenna.

## Baronetti Livingston di Kinnaird (1627)
- Sir John Livingston, I baronetto (m. 1628)
- Sir James Livingston, II baronetto (c. 1622–1670) (creato visconte di Newburgh nel 1647 e conte di Newburgh nel 1660)[3];

## Conti di Newburgh (1660)
- James Livingston, I conte di Newburgh (c. 1622–1670)
- Charles Livingston, II conte di Newburgh (c. 1664–1755)
- Charlotte Maria Radclyffe, III contessa di Newburgh (c. 1694–1755)
- James Bartholomew Radclyffe, IV conte di Newburgh e VI conte titolare di Derwentwater (1725–1786)
- Anthony James Radclyffe, V conte di Newburgh e VII conte ''titolare'' di Derwentwater (1757–1814)[4]
- Vincenzo Giuseppe Filippo Graziliano Giacomo Gaspare Baldassarre Melchiorre Domenico Giustiniani, VI principe Giustiniani e de jure VI conte di Newburgh (1762–1826)
- Maria Cecilia Agata Anna Giuseppa Laurenzia Donata Melchiorra Baldassara Gaspara Bandini, duchessa di Mondragone e VII contessa di Newburgh (1796–1877)
- Sigismondo Niccolò Venanzio Gaetano Francesco Giustiniani Bandini, I principe Giustiniani Bandini e VIII conte di Newburgh (1818–1908)
- Carlo Giustiniani Bandini, II principe Giustiniani Bandini e IX conte di Newburgh (1862–1941)
- Maria Sofia Giuseppina Giustiniani Bandini, X contessa di Newburgh (1862–1941)[5]
- Giulio Cesare Taddeo Cosimo Rospigliosi, X principe Rospigliosi e XI conte di Newburgh (1907–1986)
- Filippo Giambattista Camillo Francesco Aldo Maria Rospigliosi, XI principe Rospigliosi e XII conte di Newburgh (n. 1942)[6];
  - L'erede presunta è l'unica figlia dell'attuale titolare, la principessa Benedetta Francesca Maria Rospigliosi, Mistress di Newburgh (n. 1974)[7], s. 1999 Piero Albertario[8], figlio di S.E. Carlo Albertario[9];
    - L'erede di quest'ultima[10] è suo abiatico, Don Carlo Rospigliosi-Albertario, Lord Levingston (n. 2001)[11].